# 11 de julio
El 11 de julio es el 192.º (centésimo nonagésimo segundo) día del año en el calendario gregoriano, y el 193.º en los años bisiestos. Quedan 173 días para finalizar el año.

## Acontecimientos
- 1302: cerca de Cortrique, se libra la batalla de las espuelas de oro.
- 1792: en la isla de Cuba (capitanía general española) se funda la aldea de Manzanillo.
- 1804: en las afueras de la ciudad de Nueva Jersey (Estados Unidos), el vicepresidente Aaron Burr hiere mortalmente en un duelo a pistola al político y escritor Alexander Hamilton, quien moriría al día siguiente.
- 1811: en la villa de Vercelli (norte de la península italiana), el científico Amedeo Avogadro publica su ensayo sobre el contenido molecular de los gases.
- 1819: en Colombia, se realiza la Batalla de Gámeza, que fue el inicio de la campaña liderada por Simón Bolívar para liberar el virreinato de Nueva Granada.
- 1859: en Villafranca di Verona se firma el Tratado de Villafranca, entre el Imperio francés y el Imperio austríaco.
- 1893: en Nicaragua triunfa la revolución liberal. José Santos Zelaya encabeza la junta de gobierno.
- 1889: en México se funda la ciudad de Tijuana.
- 1899: en Turín (Italia) se funda la empresa automotriz Fiat.
- 1907: en la ciudad de Firmat (Argentina) se funda el Firmat Football Club.
- 1921: en la isla de Tierra del Fuego (en el extremo sur de la patagonia argentina) se funda la villa de Río Grande.
- 1947: Primer vuelo de un avión reactor en Latinoamérica. Primer vuelo del Gloster Meteor en la Fuerza Aérea Argentina. A las 11:00 hs, dentro del predio de Puerto Nuevo, utilizando la calle empedrada Edison como pista, despega el Gloster I-005 al mando del piloto británico Bill Waterton. Sobrevuela la avenida paseo Colón, la Casa Rosada, el Congreso Nacional y aterriza en Ezeiza. Los primeros seis Gloster, de un total de 100 adquiridos por el gobierno nacional, habían Llegado en cajones por vía marítima al puerto de Buenos Aires.
- 1966: en Inglaterra se da inicio la IX Copa Mundial de fútbol.
- 1969: David Bowie publica el Space Oddity, posteriormente utilizado por la BBC en la cobertura del alunizaje del Apolo 11, el 20 de julio de ese mismo año.
- 1971: en Chile, el Congreso Nacional aprueba reforma constitucional, enviada por Salvador Allende, que permitió la nacionalización de la gran minería del cobre.
- 1973: en Saulx-les-Chartreux, 5 km antes de su destino, el aeropuerto de Orlý (París), se incendia el vuelo 820 de la empresa brasileña Varig, que venía desde Río de Janeiro. Fallecen 123 personas (entre ellas el guerrillero argentino José Joe Baxter) y sobreviven 11.
- 1975: cerca de la ciudad de Xi'an (China) se realiza el descubrimiento arqueológico de los Guerreros de terracota.
- 1978: Accidente de Los Alfaques en el municipio de Alcanar, provincia de Tarragona.
- 1979: en Australia se estrella la estación espacial Skylab; cae a la Tierra de manera incontrolada.
- 1982: la selección de fútbol de Italia consigue su tercera Copa del Mundo derrotando en la final a Alemania por 3-1 en el estadio Santiago Bernabéu de Madrid, en España.
- 1986: como parte de su gira musical Magic Tour, la banda de rock británica Queen celebra el primero de dos exitosos conciertos ante 72 000 personas en el Estadio Wembley de Londres.
- 1987: según estimaciones realizadas por la ONU, en este día la población del planeta Tierra alcanzó los cinco mil millones.
- 1991: Eclipse solar que pudo ser visto en Hawái, el centro y sur de México, Centroamérica, así como el norte de Colombia y Brasil.
- 1995: Masacre de Srebrenica. Las tropas serbias asesinan a más de 8000 civiles bosnios, entre ellos ancianos y niños.
- 1997: es realizada la primera fotografía tomada con un teléfono y compartida al instante desde una red pública.
- 1997: en el mar Caribe, al sudeste de la isla de Cuba, mueren 44 personas al caer un avión Antonov AN-24 de Cubana de Aviación.
- 1997: en la aldea de Bathani Tola, 5 km al este de la ciudad de Siwán (India), el grupo terrorista Ranvir Sena (formado por terratenientes brahmanes de derechas) matan a 21 dalits (personas de casta baja).
- 2002: ocurre el Incidente de la isla de Perejil (España) donde un grupo de gendarmes marroquíes invade territorio español. Este hecho empeoró notablemente las relaciones entre estos dos países.
- 2006: En la ciudad de Bombay (India) ocurren atentados con explosivos en siete estaciones de trenes, dejando 200 muertos y 460 heridos.
- 2006: termina el soporte para Microsoft Windows 98.
- 2009: día de la desaparición óptica de los anillos de Saturno (cada 15 años).
- 2010: eclipse solar total que pudo ser visto en la Polinesia Francesa, en la Isla de Pascua y en América del Sur.
- 2010: La selección española de fútbol se proclama campeona del Mundial de fútbol de Sudáfrica, venciendo 0-1 a la selección de  Países Bajos con un gol anotado en el 116' por Andrés Iniesta.
- 2015: En México, el narcotraficante y asesino Chapo Guzmán (Joaquín Guzmán Loera) se escapa de la cárcel de máxima seguridad El Altiplano.
- 2016: en Reino Unido, Theresa May es elegida líder del Partido Conservador.
- 2021: En Wembley, Italia ganó la Eurocopa 2020 frente a Inglaterra a instancia de los penales.
- 2021: En Cuba, manifestaciones masivas en distintas ciudades del país en contra de la dictadura cubana.
- 2021: En la Ciudad de México, entra en operaciones en su totalidad la primera línea del Cablebús, tras su apertura parcial en marzo.
- 2022: En México, se inicia la remodelación de la línea 1 del Metro de la Ciudad de México.

## Nacimientos
- 154: Bardaisan, filósofo asirio (f. 222).
- 1274: Roberto I, aristócrata escocés, rey desde 1306 hasta 1329 (f. 1329).
- 1376: Ladislao I, rey napolitano (f. 1414).
- 1561: Luis de Góngora, poeta y dramaturgo español (f. 1627).
- 1657: Federico I, aristócrata prusiano (f. 1713).
- 1662: Maximiliano II Emanuel de Baviera, aristócrata bávaro (f. 1726).
- 1667: Ana María Luisa de Médici, aristócrata florentina (f. 1743).
- 1694: Charles-Antoine Coypel, pintor francés (f. 1752).
- 1723: Jean-François Marmontel, escritor y dramaturgo francés (f. 1799).
- 1732: Joseph Lalande, astrónomo francés (f. 1807).
- 1751: Carolina Matilde de Gran Bretaña, aristócrata británica (f. 1775).
- 1757: Johann Matthäus Bechstein, naturalista alemán (f. 1822).
- 1767: John Quincy Adams, político estadounidense y 6.º presidente desde 1825 hasta 1829 (f. 1848).
- 1775: José María Blanco White, escritor,  teólogo y periodista español (f. 1841).
- 1777: Juan Gualberto González Bravo, músico, escritor y político español (f. 1857).
- 1781: Bartolomeo Borghesi, anticuario italiano (f. 1860).
- 1798: Paolo Savi, naturalista italiano (f. 1871).
- 1826: Aleksandr Afanásiev, escritor ruso (f. 1871).
- 1832: Carlos Holguín Mallarino, presidente colombiano entre 1888 y 1892 (f. 1894).
- 1832: Charílaos Trikoúpis, político y primer ministro griego (f. 1896).
- 1834: James McNeill Whistler, pintor estadounidense (f. 1903).
- 1836: Antônio Carlos Gomes, compositor brasileño (f. 1896)
- 1846: Léon Bloy, escritor francés (f. 1917).
- 1849: Nicholas Edward Brown, taxónomo y botánico británico (f. 1934).
- 1873: Evaristo Valle, pintor español (f. 1951).
- 1884: Reveriano Soutullo, compositor de zarzuelas español (f. 1932).
- 1885: Roger de La Fresnaye, pintor francés (f. 1925).
- 1888: Johanna Beyer, compositora y pianista alemana-estadounidense (f. 1944).
- 1888: Carl Schmitt, escritor y filósofo alemán (f. 1985).
- 1889: José Castán Tobeñas, jurista español (f. 1969).
- 1892: Thomas Mitchell, actor y cineasta estadounidense (f. 1962).
- 1892: Giorgio Federico Ghedini, compositor italiano (f. 1965).
- 1899: E. B. White, escritor estadounidense (f. 1985).
- 1903: José Agustín Ramírez Altamirano, compositor musical mexicano (f. 1957).
- 1903: Rudolf Abel, agente y espía ruso (f. 1971).
- 1910: Ludwig Stumpfegger, médico alemán (f. 1945).
- 1912: Juan Smitmans López, político chileno (f. 1996).
- 1913: Cordwainer Smith, escritor de ciencia ficción estadounidense (f. 1966).
- 1914: Aníbal Troilo, bandoneonista argentino (f. 1975).
- 1916: Aleksandr Prójorov, físico soviético, premio nobel de física en 1964 (f. 2002).
- 1916: Gough Whitlam, primer ministro australiano (f. 2014).
- 1917: Ed Sadowski, baloncestista y entrenador estadounidense (f. 1990).
- 1920: Yul Brynner, actor ruso-estadounidense (f. 1985).
- 1922: María Magdalena Domínguez, poeta gallega (f. 2021).
- 1924: César Lattes, físico brasileño (f. 2005).
- 1924: Alberto Uria, piloto uruguayo de Fórmula 1 (f. 1988).
- 1925: Orlando Fals Borda, sociólogo, investigador y escritor colombiano (f. 2008).
- 1926: Hugo Batalla, político uruguayo (f. 1998).
- 1927: Gregorio Salvador Caja, filólogo, escritor y crítico literario español (f. 2020).
- 1927: Theodore Harold Maiman, físico estadounidense (f. 2007).
- 1927: Herbert Blomstedt, director de orquesta y músico sueco-estadounidense.
- 1928: Marcos Calderón, futbolista y entrenador peruano, víctima de la Tragedia aérea del Club Alianza Lima (f. 1987).
- 1929: Hermann Prey, barítono alemán (f. 1998).
- 1929: David Kelly, actor irlandés (f. 2012).
- 1931: Tab Hunter, actor y cantante estadounidense (f. 2018).
- 1933: Ernst Jacobi, actor alemán (f. 2022).
- 1933: María Antonieta Lozano Glockner, pianista y pedagoga mexicana (f. 2017).
- 1934: Giorgio Armani, diseñador de moda italiano.
- 1940: Brian De Palma, cineasta estadounidense.
- 1941: Rosa Morena, cantante y actriz española (f. 2019).
- 1943: Oscar D'León, cantante venezolano.
- 1943: Howard Gardner, psicólogo estadounidense.
- 1943: Rolf Stommelen, piloto alemán de automovilismo (f. 1983).
- 1944: Paolo Flores d'Arcais, filósofo italiano.
- 1944: Rodolfo Motta, futbolista y entrenador argentino (f. 2014).
- 1947: George Sabra, político sirio.
- 1949: Francisco Hernández Ramírez, futbolista costarricense (f. 2019).
- 1950: Bruce McGill, actor estadounidense.
- 1951: Bonnie Pointer, cantante estadounidense de la banda The Pointer Sisters (f. 2020).
- 1951: Miguel Ángel Polti, guerrillero argentino asesinado en la Masacre de Trelew (f. 1972).
- 1951: Evelyn Scheidl, conductora de televisión y exmodelo argentina.
- 1952: Stephen Lang, actor estadounidense.
- 1953: Angélica Aragón, actriz y activista social mexicana.
- 1953 Patricia Reyes Spíndola, actriz mexicana.
- 1953: Mindy Sterling, actriz estadounidense.

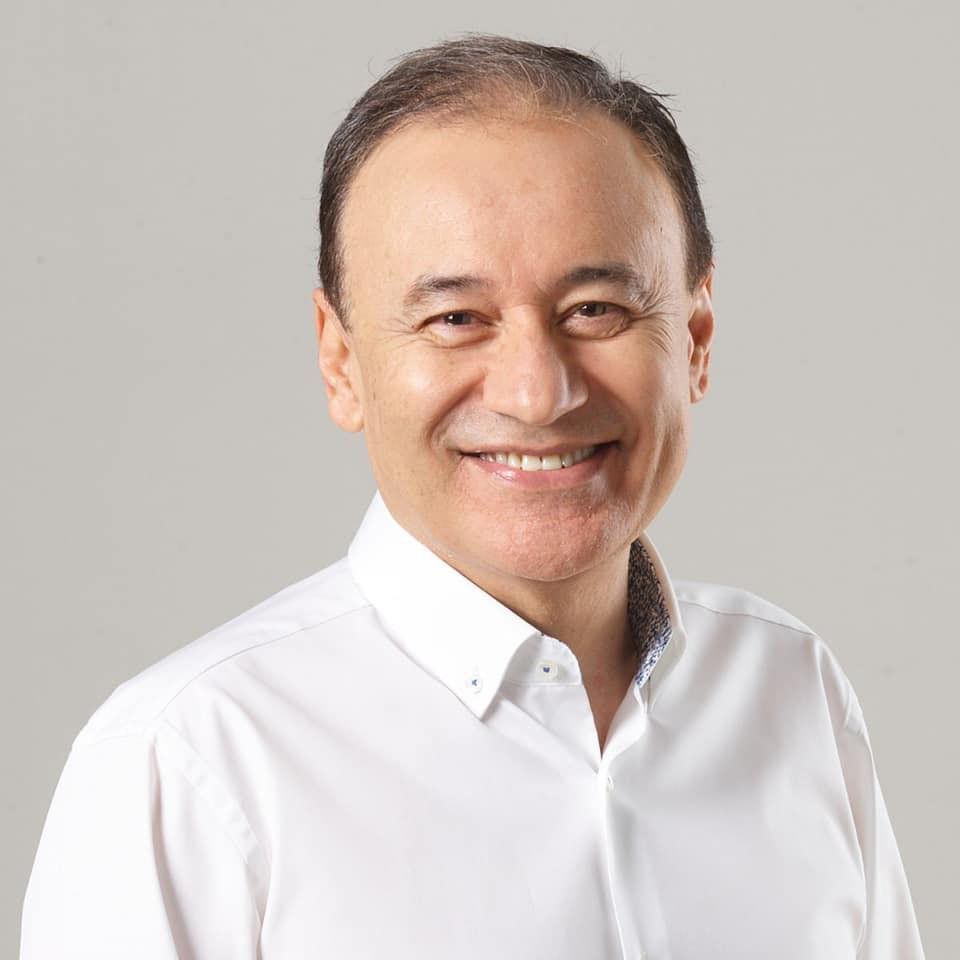
Alfonso Durazo Montaño

- 1954: Alejandro Camacho, actor mexicano.
- 1954: Alfonso Durazo Montaño, político mexicano.
- 1956: Andrés Vicente, actor argentino.
- 1956: Sela Ward, actriz estadounidense.
- 1957: Peter Murphy, músico británico de la banda Bauhaus.
- 1958: Hugo Sánchez, futbolista mexicano.
- 1959: Richie Sambora, músico estadounidense de la banda de Bon Jovi.
- 1959: Suzanne Vega, cantante estadounidense.
- 1959: Sandy West, cantante, compositora y baterista estadounidense, de la banda femenina The Runaways (f. 2006).

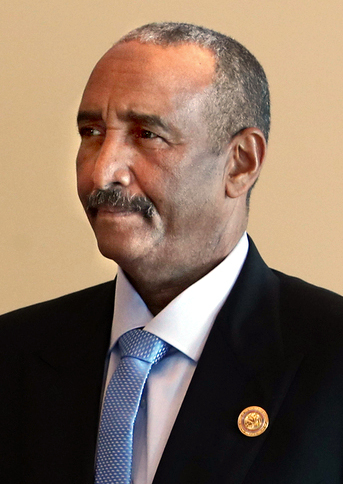
Abdelfatah al Burhan

- 1960: María Isabel Crespo, presentadora de noticias y periodista ecuatoriana.
- 1960: Jafar Panahi, cineasta iraní.
- 1960: Abdelfatah al Burhan, militar sudanés, Presidente de Sudán desde 2021.
- 1961: Esperanza Elipe, actriz española.
- 1961: Laurence Golborne, político chileno.
- 1962: Juanma Suárez Fernández, cantante y bajista español del grupo Eskorbuto.
- 1963: Lisa Rinna, actriz estadounidense.
- 1963: Michelle Fairley, actriz norirlandesa.
- 1964: Craig Charles, actor británico.
- 1965: Scott Shriner, bajista estadounidense, de la banda Weezer.
- 1966: Melanie Appleby, cantautora británica (f. 1990).
- 1966: Greg Grunberg, actor estadounidense.
- 1966: Cheb Mami, cantante argelino.
- 1966: Flavia Palmiero, actriz y conductora de televisión argentina.
- 1966: Kentaro Miura, mangaka japonés (f. 2021).
- 1968: Mark Fisher (teórico), filósofo británico.
- 1970: Justin Chambers, actor estadounidense.
- 1971: Leisha Hailey, actriz estadounidense.
- 1972: Henrique Capriles, político venezolano.
- 1972: Michael Rosenbaum, actor estadounidense.
- 1973: Andrew Bird, cantautor estadounidense.
- 1974: Hermann Hreiðarsson, futbolista islandés.
- 1974: André Ooijer, futbolista neerlandés.
- 1974: Lil' Kim, rapera estadounidense.

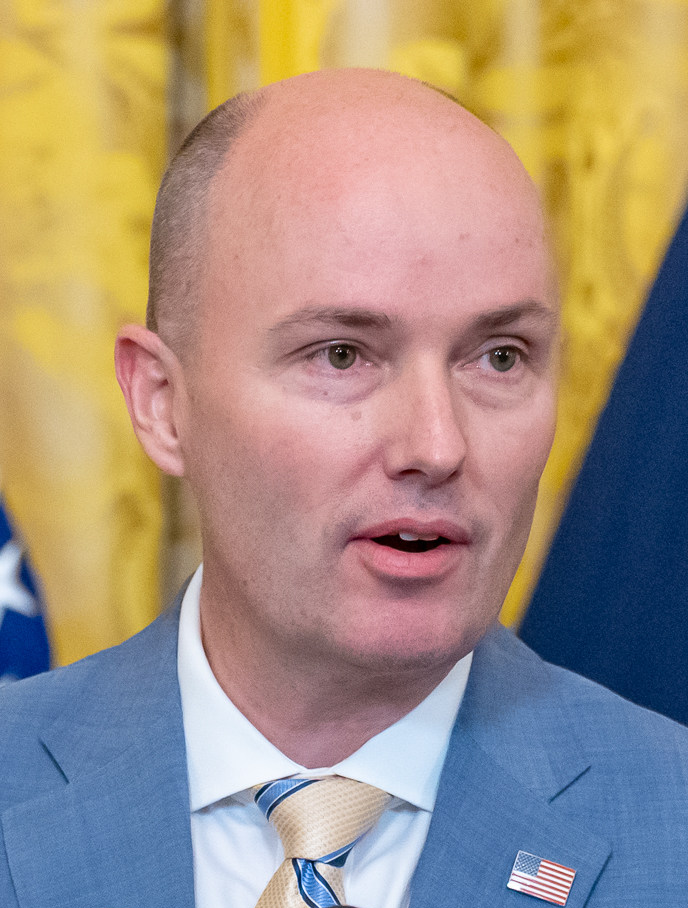
Spencer Cox

- 1975: Rubén Baraja, futbolista español.
- 1975: Samer El Nahhal, músico finés, miembro de la banda Lordi.
- 1975: Spencer Cox, abogado y político estadounidense, Gobernador de Utah desde 2021.
- 1976: Eduardo Nájera, baloncestista mexicano.
- 1976: Yuki Imamura, futbolista japonés.
- 1977: Iván de Pineda, modelo y conductor de televisión argentino.
- 1977: Abel Buades, futbolista español.
- 1977: Tomonobu Hayakawa, futbolista japonés.
- 1978: Alberto Ortega, futbolista uruguayo.
- 1979: Marina Gatell, actriz española.
- 1979: Francisco Javier Lledó, futbolista español.
- 1979: Raio Piiroja, futbolista estonio.
- 1979: Ahmed Salah Hosny, futbolista egipcio.
- 1979: Femke Dekker, remera neerlandesa.
- 1979: Jaromír Paciorek, futbolista checo (f. 2025).
- 1979: Im Soo-jung, actriz surcoreana.
- 1979: Seo Min-jung, actriz surcoreana.
- 1979: María González Veracruz, bioquímica y política española.
- 1980: Theodore Wilson, luchador profesional canadiense.
- 1982: Alexander Madlung, futbolista alemán.
- 1982: Sergio Gutiérrez Prieto, político español.
- 1983: Marie Serneholt, cantante sueca, de la banda A*Teens.
- 1984: Yorman Bazardo, beisbolista venezolano.
- 1984: Ben Spies, piloto de motociclismo estadounidense, campeón de superbikes.
- 1984: Rachael Taylor, actriz australiana-estadounidense.
- 1984: Martin Lanig, futbolista alemán.
- 1985: Richelle Ryan, actriz y modelo estadounidense.
- 1985: Roberto Román Triguero, futbolista español.
- 1985: Orestis Karnezis, futbolista griego.
- 1985: Geoff Cameron, futbolista estadounidense.
- 1986: Raúl García Escudero, futbolista español.
- 1986: Yoann Gourcuff, futbolista francés.
- 1986: Hirotaku Hagiwara, futbolista japonés.
- 1987: Yōta Akimoto, futbolista japonés.
- 1987: Pedro Bautista, futbolista peruano.
- 1987: Pavel Matyash, futbolista kirguís.
- 1988: Alexander Mejía, futbolista colombiano.
- 1988: Joan Smalls, modelo puertorriqueña.
- 1988: Naoki Yamamoto, piloto de automovilismo japonés.
- 1989: David Henrie, actor estadounidense.
- 1989: Renán Addles, futbolista panameño.
- 1989: Aden Flint, futbolista británico-inglés.
- 1990: Adam Jezierski, actor polaco.
- 1990: Connor Paolo, actor estadounidense.
- 1990: Caroline Wozniacki, tenista danesa.
- 1991: Macarena Ripamonti, política chilena.
- 1992: Mohamed Elneny, futbolista egipcio.
- 1993: Jairo Samperio, futbolista español.
- 1994: Nina Nesbitt, cantante británico-escocesa.
- 1994: Lucas Ocampos, futbolista argentino.
- 1994: Ben Llewellin, tirador británico.
- 1994: Masayoshi Takayanagi, futbolista japonés.
- 1994: Tijomir Ivanov, atleta búlgaro.
- 1994: Milton Poblete, futbolista chileno.
- 1994: Skylar Spencer, baloncestista estadounidense.
- 1994: Isaiah Taylor, baloncestista estadounidense.
- 1994: Caleb Ewan, ciclista australiano.
- 1994: Aldair Quintana, futbolista colombiano.
- 1995: Benito Ramírez, futbolista español.
- 1995: Vitali Lystsov, futbolista ruso.
- 1995: Kristen Tsai, jugador de bádminton canadiense.
- 1995: Blu Hunt, actriz estadounidense.
- 1996: Alessia Cara, cantante canadiense.
- 1996: Philipp Lienhart, futbolista austríaco.
- 1996: Juan Yergovic, baloncestista argentino.
- 1996: Farrend Rawson, futbolista británico-inglés.
- 1996: Sergio Chica, futbolista español.
- 1996: Andrija Živković, futbolista serbio.
- 1996: Jonathan Requena, futbolista argentino.
- 1996: Harry Coppell, atleta británico.
- 1997: Rasmus Nissen Kristensen, futbolista danés.
- 1997: Kazuya Konno, futbolista japonés.
- 1997: Darío Loureiro, actor español.
- 1997: Abigaíl Chaves, futbolista argentina.
- 1997: Nicolle Durso de Leon, futbolista argentina.
- 1997: Tim Settle, jugador de fútbol americano estadounidense.
- 1997: Aric Holman, baloncestista estadounidense.
- 1997: Ayu Maulida, modelo y actriz indonesia.
- 1997: Pavel Sivakov, ciclista francés.
- 1998: Ornella Ngassa Sokeng, taekwondista camerunesa.
- 1998: Jacob Widell Zetterström, futbolista sueco.
- 1998: Anirudh Chandrasekar, tenista indio.
- 1999: Andrés Martín García, futbolista español.
- 1999: Zaydou Youssouf, futbolista francés.
- 1999: Mashiro Yasunaga, nadadora japonesa.
- 2000: Darko Churlinov, futbolista macedonio.
- 2000: Javiera Grez, futbolista chilena.
- 2000: Ryo Takahashi, futbolista japonés.
- 2000: Jonathan Burkardt, futbolista alemán.
- 2000: Julia Henriksson, atleta sueca.
- 2000: Benjamín Garré, futbolista argentino.
- 2000: Mads Hermansen, futbolista danés.
- 2000: Isaac Jones, baloncestista estadounidense.
- 2001: Fran Delgado, futbolista español.
- 2001: Alberto Marí, futbolista español.
- 2001: Damián Bobadilla, futbolista paraguayo.
- 2001: Priscila Chinchilla, futbolista costarricense.
- 2002: Amad Diallo, futbolista marfileño.
- 2002: He Yueji, halterófilo chino.
- 2002: Matteo Ruggeri, futbolista italiano.
- 2003: Toni Naspler. baloncestista español.
- 2005: Jovan Mijatović, futbolista serbio.

## Fallecimientos
- 155: Pío I, papa de la Iglesia católica entre 142 y 155.
- 472: Antemio, emperador romano entre 467 y 472 (n. 420).
- 969: Olga de Kiev, gobernante rusa (n. 890).
- 1174: Amalarico I, aristócrata palestino (n. 1136), rey de Jerusalén entre 1162 y 1174.
- 1302: Roberto II de Artois, aristócrata francés (n. 1250).
- 1593: Giuseppe Arcimboldo, pintor italiano (n. 1527).
- 1594: Gonzalo de Tapia, sacerdote jesuita español, martirizado en México (n. 1561).
- 1768: José Nebra, compositor español (n. 1702).
- 1865: Felipe Arana, jurisconsulto y político argentino (n. 1786).
- 1897: Carl Remigius Fresenius, químico británico (n. 1818).
- 1903: William Ernest Henley, poeta y escritor británico (n. 1849).
- 1909: Simon Newcomb, astrónomo estadounidense (n. 1835).
- 1911: Carlos Arturo Torres, escritor y político colombiano (n. 1867).
- 1920: Eugenia de Montijo, aristócrata española (n. 1826), esposa de Napoleón III.
- 1936: Prudencia Ayala, escritora salvadoreña (n. 1885).
- 1937: George Gershwin (38), compositor y pianista estadounidense (n. 1898).
- 1941: Arthur Evans, arqueólogo británico (n. 1851).
- 1959: Pedro Sangro, político y economista español (n. 1878).
- 1970: Agustín Muñoz Grandes, militar y político español (n. 1896).
- 1971: Pedro Rodríguez, piloto de automovilismo mexicano (n. 1940).
- 1973: José Joe Baxter, guerrillero argentino (n. 1940).
- 1973: Robert Ryan, actor estadounidense (n. 1909).
- 1973: Adrián Viudes Guirao, político y empresario español (n. 1880).
- 1974: Pär Lagerkvist, escritor sueco, premio nobel de literatura en 1951 (n. 1891).
- 1975: José Añón, empresario español y dirigente deportivo uruguayo (n. hacia 1910).
- 1976: León de Greiff, fue uno de los más destacados poetas del siglo XX en Colombia. (n.1895).
- 1982: David Aguilar Cornejo, político peruano (n. 1902).
- 1985: George Duvivier, contrabajista y compositor estadounidense (n. 1920).
- 1986: Enrique Mono Villegas, pianista argentino (n. 1913).
- 1987: Avi Ran, futbolista israelí (n. 1963).
- 1989: Laurence Olivier, actor británico (n. 1907).
- 1989: Magda Portal, escritora peruana (n. 1900).
- 1991: Eduardo Livas Villarreal, abogado y político mexicano (n. 1911).
- 1992: José P. Saldaña, historiador y cronista mexicano (n. 1891).
- 1993: Mario Bauzá, músico y compositor cubano (n. 1911).
- 1994: Vicente Cano, poeta español (n. 1927).
- 1994: Gary Kildall, científico de la computación estadounidense, creador del sistema operativo CP/M (n. 1942).
- 1997: Dimas Costa, poeta, folclorista, compositor, actor, locutor de radio y de televisión brasileño (n. 1920).
- 1998: Oscar Flores Tapia, político mexicano (n. 1913).
- 2000: Pedro Mir, poeta nacional dominicano (n. 1913).
- 2004: Rosa Rosen, actriz argentina (n. 1916).
- 2005: Jesús Iglesias, piloto argentino de Fórmula 1 (n. 1922).
- 2005: Shinya Hashimoto, luchador japonés (n. 1965).
- 2006: Oscar Moro, baterista argentino (n. 1948).
- 2007: Félix Acaso, actor español (n. 1919).
- 2007: Lady Bird Johnson, periodista, docente, activista política y empresaria estadounidense, esposa de Lyndon B. Johnson (n. 1912).
- 2007: Alfonso López Michelsen, presidente colombiano (n. 1913).
- 2008: Michael E. DeBakey, cirujano cardiovascular e investigador estadounidense (n. 1908).
- 2008: Anatoli Pristavkin, escritor y activista ruso (n. 1931).
- 2009: Arturo Gatti, boxeador (n. 1972).
- 2010: Walter Hawkins, cantante y compositor estadounidense (n. 1949).
- 2011: Hortensio Fernández Extravís, futbolista español (n. 1946).
- 2011: Tom Gehrels, astrónomo neerlando-estadounidense (n. 1925).
- 2011: George Lascelles, aristócrata y empresario británico (n. 1923).
- 2012: Carlos Bermejo, actor argentino (n. 1947).
- 2012: André Simon, piloto de automovilismo francés (n. 1920).
- 2013: Percy Eaglehurst, dibujante y caricaturista chileno, creador de Pepe Antártico (n. 1921).
- 2014: Charlie Haden, contrabajista estadounidense (n. 1937).
- 2014: Bill McGill, baloncestista estadounidense (n. 1939).
- 2014: Tommy Ramone, baterista húngaro-estadounidense, de la banda Ramones (n. 1952).
- 2015: Satoru Iwata, empresario japonés, presidente de Nintendo (n. 1959).
- 2016: Emma Cohen, actriz y escritora española (n. 1946).
- 2016: Carlos Guillermo Domínguez, escritor, periodista, productor y guionista español (n. 1925).
- 2021: Charles Robinson, actor estadounidense (n. 1945).
- 2022: Monty Norman, compositor y cantante británico de cine (n. 1928)
- 2023: Milan Kundera, escritor y poeta checoslovaco (n. 1929).
- 2024: Shelley Duvall, actriz, productora, escritora y cantante estadounidense (n. 1949).
- 2024: Ernesto Frimón Weber (92), policía y torturador argentino, condenado a cadena perpetua por crímenes de lesa humanidad (n. 1931).[1]

## Celebraciones
- Día Mundial de Concientización sobre las Benzodiacepinas.[2]
El objetivo de esta fecha es aumentar la comprensión pública sobre los riesgos y consecuencias del uso de benzodiacepinas, así como apoyar a las personas que han enfrentado dependencia de estos medicamentos.

- Día Internacional de los Aceites Esenciales.[3]
Se celebra para reconocer la importancia de estos extractos naturales de plantas y promover su uso responsable.

Compartidas
- Naciones Unidas:
  - Día Mundial de la Población.[4]
Cada 11 de julio se celebra este día establecido por el Programa de las Naciones Unidas para el Desarrollo (PNUD) en 1989, inspirado en el hito de alcanzar los 5 mil millones de personas en el planeta el 11 de julio de 1987. Este día busca generar conciencia sobre temas relacionados con la población mundial, como: el crecimiento demográfico, la planificación familiar, la igualdad de género, el acceso a servicios de salud sexual y reproductiva y el desarrollo sostenible.[5]
  - Día Internacional de Reflexión y Conmemoración del Genocidio de Srebrenica de 1995.
También conocida como la masacre de Srebrenica, consistió en el asesinato de unas ocho mil personas de etnia bosnia musulmana en la región de Srebrenica, el 11 de julio de 1995 (30 años), durante la guerra de Bosnia, por parte de serbios de Bosnia y elementos provenientes del hasta entonces Ejército Popular de Yugoslavia.

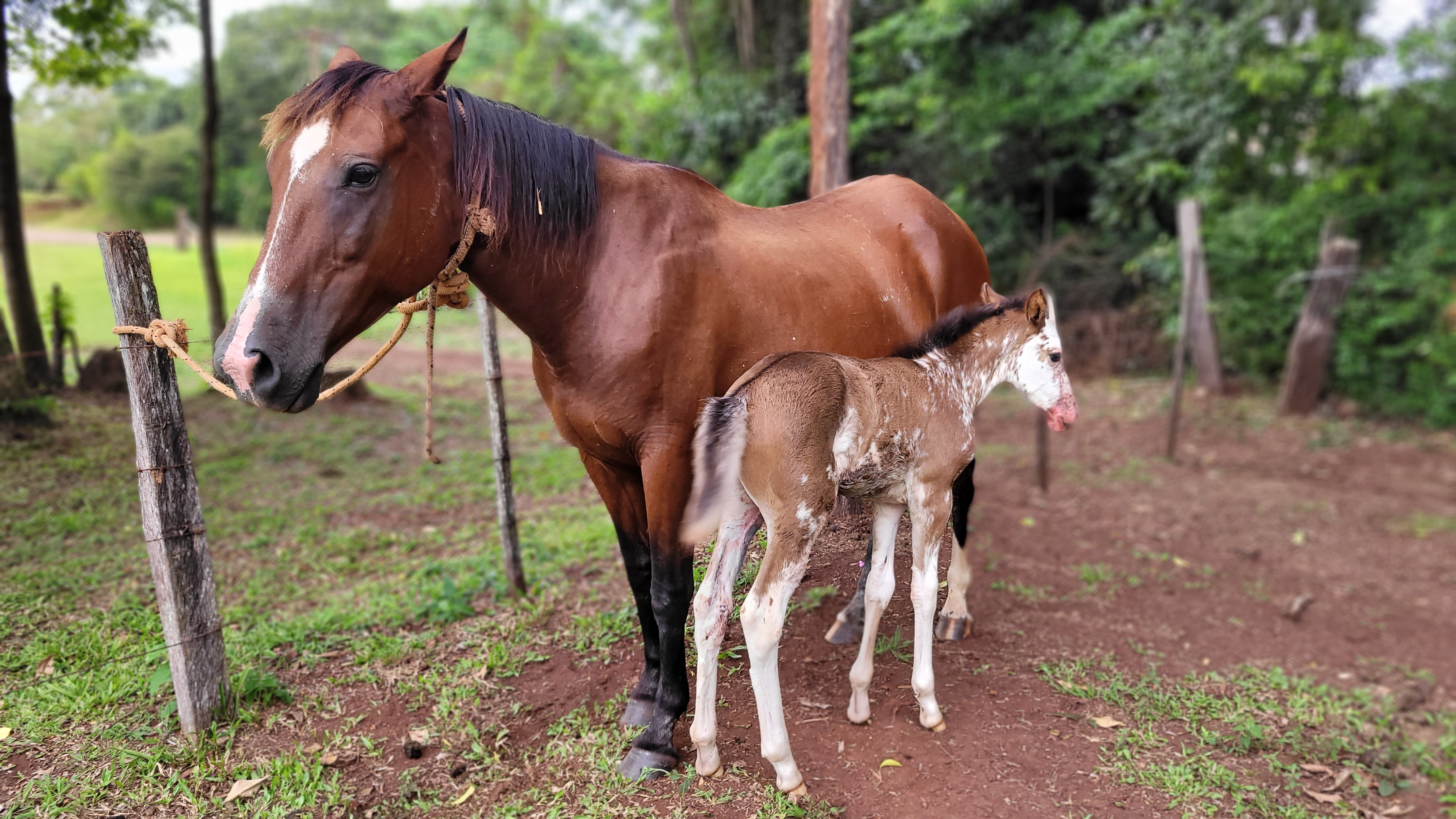
Día Mundial del Caballo.

- Día Mundial del Caballo.[6]
Resolución Nº 79/291 de 3 de junio de 2025, que reconoce las múltiples formas en que estas nobles criaturas han transformado la historia humana: desde la agricultura y el transporte hasta el deporte y la cultura, o tratamientos terapéuticos para todo tipo de dolencias y condiciones humanas. Según datos de la FAO para 2023, se calcula que hay más de 60 millones de caballos en todo el mundo.

Gastronomía
- Día Mundial del Mojito Cubano.[7]
Famoso cóctel cubano que se prepara con ron, limón, azúcar, hielo y hojas de hierba buena (menta). Esta bebida se hizo famosa aún más gracias a figuras como Ernest Hemingway, quien la popularizó en La Habana.

 Por países
(Por orden alfabético)
- Argentina:
  - Día del Meteorólogo.[8]
En conmemoración al día de la creación del Centro Argentino de Meteorólogos (CAM), en el año 1969.[9]
  - Día del Bandoneón.[10]
En homenaje al nacimiento del músico Aníbal Troilo,[11]considerado el «Bandoneón Mayor de Buenos Aires».

- Chile:
  - Día Nacional del Periodista.[12]
En 1956 los periodistas de este país obtienen su primer reconocimiento por parte del Estado. Se promulga la Ley de la República n.º 12.045, la cual dio vida al Colegio de Periodistas de Chile.

- México:
  - Día Nacional del Minero.
 Esta fecha conmemora la fundación del Sindicato de Trabajadores Mineros, Metalúrgicos y Similares de la República Mexicana (SITMMSRM) en 1934. Es una ocasión para reconocer la importancia de la minería en la historia y economía de México, así como para honrar a sus trabajadores.
  - Día Nacional del Combatiente de Incendios Forestales.
  - Día del Panadero.[13]
En algunos estados del sur del país como Chiapas y Yucatán, así como en municipios de Michoacán y Guanajuato, entre otros, los panaderos festejan su día el 11 de julio llevando a cabo algunas “ferias de panificación”.

- Nicaragua:
  - Día de la Revolución Liberal de 1893.

- Perú:
  - Día del Docente Universitario.[14]

### Santoral católico
Celebración del día: San Benito de Nursia.

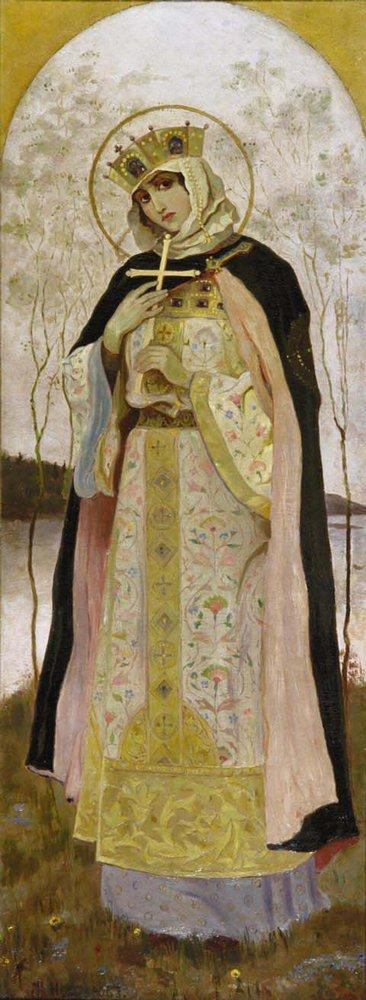
Santa Olga, pintura de Mijaíl Nésterov en 1892.

- Santa Olga de Kiev (s. X).[15][17](imagen ilustrativa).
- San Abundio de Córdoba (s. IX).[15]
- San Drostán de Deer.
- San Hidulfo de Tréveris (s. VIII).[15]
- San Pío I.[15][18]
- San Quetilo de Viborg (s. XII).[15]
- San Marciano de Iconio (s. IV).[15]
- Santa Marciana de Mauritania (s. IV).[15]
- San Leoncio de Burdeos (s. VI).[15]
- San Plácido de Disentis (s. VII).[15]
- San Hidulfo de Tréveris (s. VIII).[15]
- Beato Bertrando de Grandselve (s. XII).[15]
- San Cindeo de Panfilia (s. III).[15]
- Beato Bertrando de Grandselve (s. XII).[15]
- San Cipriano de Brescia (s. V).[15]
- San Sigisberto de Disentis (s. VII).[15]
- San Sidronio de Sens (s. III).[15]
- San Sabino de Brescia (s. V).[15]